# Protosmia sicula
Protosmia sicula is een vliesvleugelig insect uit de familie Megachilidae. De wetenschappelijke naam van de soort is voor het eerst geldig gepubliceerd in 1895 door Dalla Torre & Friese.